# Дејвид Брабам
Дејвид Брабам (енгл. David Brabham), рођен 5. септембра 1965. године у Лондону је бивши аустралијски возач Формуле 1. У својој каријери је учествовао на 30 трка и није освојио ниједан поен.